# Триъгълна кост
Триъгълната кост (на латински: os trigonum), наричана също допълнителен талус и допълнителна скочна кост, е задноходилна кост вместо да са странични подутинки на скочната кост в няколко случая. Намира се зад тялото на скочната кост и над петната кост.
Тази кост е рядка. Среща се в от 2% до 23,5% от населението. Често е наричана болестта на балетната танцьорка. Много хора живеят спокойно с нея без дори да подозират за съществуването ѝ. При спортисти често се стига до болезнена травма. Травмата може да е различна. Обикновено се получава при хиперплантарни движения. Такива движения са заставане на пръсти, стъпване на криво и други. Може да се получи ефекта на лешникотрошачката или да се получи отчупване. Костта не е важна за ходенето, но за нея са заловени различни връзки. Костта се образува по два начина. Още при раждането (вродена) или при израстването 8 – 13 години. Тя може да ограничава някои движения на глезена. Тази кост е допълнителна и има няколко вариации.

## Лечение
При травма се прилагат два подхода:

### Консервативно лечение
Лечение с обездвижване (имобилизация на крайника). Може да се постигне с гипс, шина или ортеза. Нужна е почивка и ненатоварване. Имобилизацията на глезена не пречи да се стъпва на крака, а само да движенията на глезена. Обикновено травмата е съпроводена с навяхване на глезена, затова почивката е от изключително значение. Възстановяването в такава среда е често успешно. Продължителността на имобилизацията е от 3 до 6 седмици. При несрастване (non-union) следва хронична болка.

### Артроскопия
Неинвазивна операция. Костта се премахва. Практикува се при неуспех от консервативното лечение. При неуспешно консервативно лечение се получава ос тригонум синдром. Синдромът е свързан с постоянна болка, подобна на артроза. След премахването на костта пациентът си тръгва в рамките на 24 часа от болницата на собствен ход. Конците се махат след 10 до 14 дни. Възможно е кървене от раната през това време. Пълното възстановяване е от 1 до 6 месеца. Рядко има усложнения като непрекъсната болка, подуване и кожни проблеми. За спортисти операцията е по-широко обсъждан вариант.
Диагнозата се поставя след ренгенография, като често може да бъде пропусната заради малките си размери. Пациента се разпитва за характерни болки в задната част на глезена при стъпване. Може подуването да не се забелязва лесно или да е минимално. Лошата диагноза може да доведе до хроничен ос тригонум синдром.